# Homografia
|  | Per a altres significats, vegeu «Homografia (desambiguació)». |

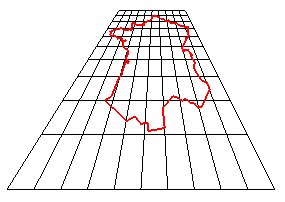
Distorsió trapezoidal

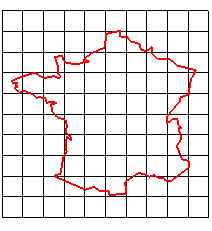
Homografia aplicada

En geometria projectiva, una homografia és un isomorfisme d'espais projectius, induït per un isomorfisme dels espais vectorials dels quals deriven els espais projectius. És una bijecció que mapeja línies a línies i, per tant, una colineació . En general, algunes colineacions no són homografies, però el teorema fonamental de la geometria projectiva afirma que no és així en el cas d'espais projectius reals de dimensió almenys dos. Els sinònims inclouen la projectivitat, la transformació projectiva i la colineació projectiva .
Històricament, les homografies (i els espais projectius) s'han introduït per estudiar la perspectiva i les projeccions en la geometria euclidiana, i el terme homografia, que, etimològicament, significa aproximadament "dibuix semblant", data d'aquesta època. A finals del segle XIX es van introduir definicions formals d'espais projectius, que es diferencien de l'extensió d'espais euclidians o afins afegint punts a l'infinit. El terme "transformació projectiva" es va originar en aquestes construccions abstractes. Aquestes construccions es divideixen en dues classes que s'han demostrat que són equivalents. Un espai projectiu es pot construir com el conjunt de les línies d'un espai vectorial sobre un camp determinat (la definició anterior es basa en aquesta versió); aquesta construcció facilita la definició de coordenades projectives i permet utilitzar les eines de l'àlgebra lineal per a l'estudi d'homografies. L'enfocament alternatiu consisteix a definir l'espai projectiu mitjançant un conjunt d'axiomes, que no impliquen explícitament cap camp (geometria d'incidència, vegeu també geometria sintètica); en aquest context, les colineacions són més fàcils de definir que les homografies, i les homografies es defineixen com a colineacions específiques, així anomenades "colineacions projectives".
Per simplificar, tret que s'indiqui el contrari, se suposa que els espais projectius considerats en aquest article es defineixen sobre un camp (commutatiu). De manera equivalent, se suposa que el teorema de l'hexàgon de Pappus i el teorema de Desargues són certs. Una gran part dels resultats segueixen sent certs, o poden generalitzar-se a geometries projectives per a les quals aquests teoremes no es compleixen.

## Motivació geomètrica
Històricament, el concepte d'homografia s'havia introduït per entendre, explicar i estudiar la perspectiva visual i, concretament, la diferència d'aparença de dos objectes plans vists des de diferents punts de vista.
Originalment, una homografia es va definir com la composició d'un nombre finit de perspectives. És una part del teorema fonamental de la geometria projectiva (vegeu més avall) que aquesta definició coincideix amb la definició més algebraica esbossada a la introducció i detallada a continuació.

## Relació creuada

Ús de relacions creuades en geometria projectiva per mesurar les dimensions del món real de les característiques representades en una projecció en perspectiva. A, B, C, D i V són punts de la imatge, la seva separació es dona en píxels; A', B', C'i D'es troben al món real, la seva separació en metres.A (1), l'amplada del carrer lateral, W es calcula a partir de les amplades conegudes de les botigues adjacents.

Tres punts diferents a, b i c d'una línia projectiva sobre un camp F formen un marc projectiu d'aquesta línia. Per tant, hi ha una homografia única h d'aquesta recta sobre F ∪ ∞ que mapeja a a ∞, b a 0 i c a 1. Donat un quart punt de la mateixa línia, la relació creuada dels quatre punts a, b, c i d, es denota [a, b; c, d], és l'element h(d) de F ∪ ∞ . En altres paraules, si d té coordenades homogènies [k : 1] sobre el marc projectiu (a, b, c), després [a, b; c, d] = k.

## Sobre un anell
Suposem que A és un anell i U és el seu grup d'unitats. Les homografies actuen sobre una recta projectiva sobre A, escrita P(A), formada per punts U[a, b] amb coordenades projectives. Les homografies sobre P(A) es descriuen mitjançant mapes matricials
{\displaystyle U[z,1]{\begin{pmatrix}a&c\\b&d\end{pmatrix}}=U[za+b,\ zc+d].}
Quan A és un anell commutatiu, l'homografia es pot escriure
{\displaystyle z\mapsto {\frac {za+b}{zc+d}}\ ,}
però en cas contrari, la transformació fraccionària lineal es veu com una equivalència:
{\displaystyle U[za+b,\ zc+d]\thicksim U[(zc+d)^{-1}(za+b),\ 1].}
El grup d'homografia de l'anell de nombres enters Z és el grup modular PSL(2, Z) . Les homografies d'anells s'han utilitzat en l'anàlisi de quaternions, i amb quaternions duals per facilitar la teoria del cargol . El grup conformal de l'espai-temps es pot representar amb homografies on A és l'àlgebra de composició dels biquaternions.

## Homografies periòdiques
L'homografia {\displaystyle h={\begin{pmatrix}1&1\\0&1\end{pmatrix}}} és periòdic quan l'anell és Z / n Z (els enters mòdul n) des de llavors {\displaystyle h^{n}={\begin{pmatrix}1&n\\0&1\end{pmatrix}}={\begin{pmatrix}1&0\\0&1\end{pmatrix}}.} Arthur Cayley estava interessat en la periodicitat quan va calcular iteracions el 1879. En la seva revisió d'un enfocament de força bruta a la periodicitat d'homografies, HSM Coxeter va donar aquesta anàlisi:
Una homografia real és involutòria (de període 2) si i només si a + d = 0 . Si és periòdic amb període n > 2, aleshores és el·líptic, i no es produeix cap pèrdua de generalitat assumint que ad − bc = 1 . Com que les arrels característiques són exp(± hπi / m), on (h, m) = 1, la traça és a + d = 2 cos(hπ/m).